# قاض
القاضي هو شخص له ولاية القضاء يحكم وفقا للقانون بين المتنازعين ويرأس المحكمة. 
له سلطات ووظائف متعددة ومتنوعة إذ هو الضامن لاحترام القانون في كل بلد وفي كل دولة.

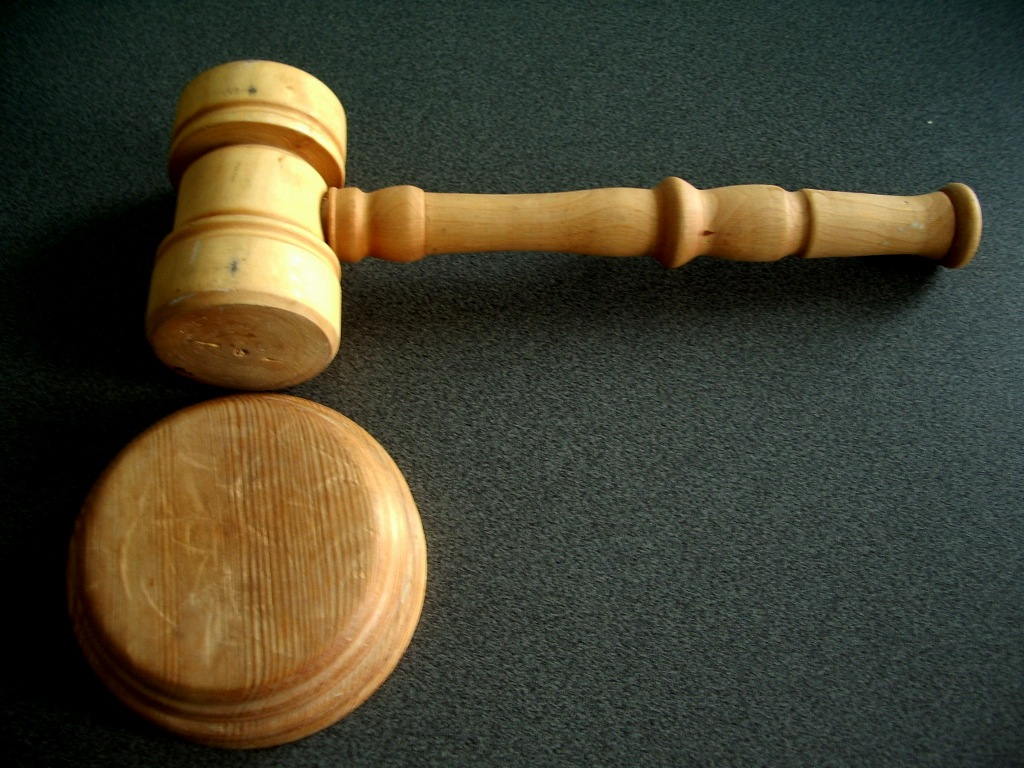
أدوات القاضي

## القَاضِي لغةً
القَاضِي - قَاضِي:
القَاضِي: القاطِعُ للأمور المُحكِمُ لها.
والقَاضِي من يقضِي بين الناس بحكم الشرع.
والقَاضِي من تعيِّنه الدولةُ للنظر في الخصُومات والدعاوَى وإصدار الأحكام التي يراها طبقاً للقانون، ومَقَرُّه الرسمي إِحدى دور القضاء. والجمع: قُضَاةٌ.
ويقال: سُمٌّ قاضٍ: أي قاتل.

## صفات القاضي
- أن يكون مؤهلًا ومتخصصًا ودارسًا وملمًا بمبادئ القانون الذي يحكم به.
- أن يكون واسع الصدر محيطاً بكافّة ملابسات القضية التي يحكم فيها بالعدل.
- أن يكون محمود السيرة وحسن السمعة.
- بطيء الغضب ولاسيّما حين سماعه لمرافعة المدّعين.
- أن يكون ذا روح عالية لا تجعله يخشى أصحاب القوّة والسطوة.
- عزيز النفس، بعيداً عن أطماع الدنيا، مترفّعاً عن الرشوة.
- من أهل التأمّل والتحقيق ولا يمرّ بسهولة على القضايا، ولا يقضي دون دليل وعلم، ولا يكتفي بسماع الأقوال في إصداره لأحكامه.
- إذا اشتبهت عليه الاُمور وبدت له صعوبتها لا يفقد القدرة على الاحتياط والتأمّل، ولا يتخلّى عن كشف الواقع على أساس الأدلّة والبراهين.
- طلق الوجه مع الخصوم، لا يكلّ عن سماع الخصوم - في نطاق الدعوى -.
- الاحتياط لعدم الانخداع بأساليب المكر والحيلة ولا يستهويه التملّق والإطراء.
- أن يكون صارماً في إصدار الأحكام العادلة إذا تكشّفت الحقائق وليس هنالك من يعيقه، فليس في حكمه محاباة لأحد ولا بخس لآخر.

## واجبات القاضي
يتعين علي القاضي أن:
- يكون محايدا. فلا يميل لخصم في المنازعة المعروضة أمامه.
- يحترم حقوق الدفاع. فلا يجوز للقاضي الحكم علي الخصم بدون سماع دفاعه واطلاعه علي أقواله وإعطائه المهلة اللازمة لإعداد جوابه في سماع هذا الدفاع.
- عدم الاشتغال بأي عمل لا يتفق وكرامة القضاء واستقلاله- السلوك الحسن: يجب على القاضي عدم الاشتغال بأي عمل يخل بكرامة القضاء واستقلاله، وأن يراعي في حياته الخاصة الامتناع عن أي سلوك- ولو كان في ذاته مشروعاً- لا يتفق مع ما يجب أن يكون عليه من هيبة ووقار وبُعد عن الشبهات، كما يجب أن يكون محايداً ونزيهاً وألا يقبل أي تدخُّل أو وساطة أو توصية لصالح أحد الخصوم أو للإضرار به.[2]

بالإضافة إلى ذلك فالقضاء في مختلف الدول والأنظمة يتمتع بالاستقلال عن جميع سلطات الدولة فليس للسلطة التنفيذية أو السلطة التشريعية الحق في التدخل في عمل القضاء أو ترهيبه أو تنتزع من القضاة ما تشاء من منازعات لتفصل فيها.
كان القضاة قديماً في فرنسا يشترون هذا المنصب ثم يتولون تحصيل ما دفعوه من الخصوم. ولكن ألغت بعض الدول هذا النظام وأصبح النظام القضائي بالمجان، بخلاف مما تتقاضاه الدولة من رسوم ودمغات وطوابع إلي جانب أتعاب المحامين مما يشكك في القول بأن التقاضي بالمجان.

## دور الدولة
- على الحاكم أن يلتفت إلى ضرورة عدم معاناة القاضي من ضيق الحياة المادّية، وذلك لأنّه إما أن يستقيل من منصبه، أو أن يثبّط عزمه فلا يمارس وظيفته كما ينبغي، أو أن يخشى عليه من الذلل بحيث تنفذ إليه الرشوة التي تجعله يقلب الحقّ رأساً على عقب.
- على الحاكم أن يعزّز منزلة القاضي ويمنحه مكانة رفيعة لديه، حتّى
  - لا يتمكّن أحد من فرض آرائه وإرادته عليه،
  - لا يطمع فيه أحد أبداً،
- لا يحقّ لأحد سوى المحكمة العليا أو مجلس القضاء الأعلى عزله عن منصبه، ولا يجوز للحاكم عزل القضاة إلا بإذن المحكمة العليا أو البرلمان.
- لا يجرأ أحد على الوشاية به والتواطئ عليه، وليعلم الجميع بأنّ القاضي العادل والصالح مأمون الجانب لدى الحاكم من كلّ وشاية وسعاية.

وهذا يؤكّد على عظم منزلة القاضي واستقرار العدل والقانون لدى الحكومة.